# Fluo
Fluo. Storie di giovani a Riccione è il romanzo d'esordio dell'autrice italiana Isabella Santacroce, pubblicato nel 1995.
Costituisce il primo capitolo della cosiddetta "trilogia dello spavento", proseguita con Destroy e conclusa con Luminal.

## Trama
Starlet è una diciassettenne, figlia di genitori separati, che vive a Riccione. Durante le vacanze estive il suo interesse principale è quello di mettersi in mostra nella vita notturna della sua città che gravita attorno a viale Ceccarini, assieme ai suoi amici Nina e Moni (sue coetanee) e Edie (un giovane omosessuale).
Una sera d'agosto, Starlet e Nina si accompagnano a un facoltoso quarantenne con la passione per le ragazze molto giovani; avendolo seguito nella sua camera d'albergo, Starlet lo deruba di cinquecentomila lire, che poi spende in poco tempo.
Un'altra sera, Starlet e Moni partecipano a una cena elegante, nella villa di una coppia di mezza età, che poi degenera in un'orgia; Starlet ne approfitta per fare un bagno a idromassaggio nella Jacuzzi della casa.
Starlet fa poi la conoscenza di Laura, una modella che lavora a Milano. Per evitare i continui rimproveri di sua madre, Starlet si stabilisce a casa di Laura e fa la conoscenza dei suoi frequentatori, amici e amiche di Laura dediti per lo più al sesso promiscuo e all'assunzione di sostanze stupefacenti; tra questi spicca un bizzarro campeggiatore olandese. Anche Moni, Nina e Edie vi fanno frequenti visite e pernottamenti.
Una mattina presto, rientrando a casa di Laura, Starlet trova nella vasca da bagno l'olandese morto, apparentemente affogato. Passato lo shock iniziale, si mette a riflettere sulla vanità della sua vita.

## Stile
Nel romanzo l'autrice utilizza prevalentemente delle strutture sintattiche tipiche del linguaggio parlato, come l'uso prevalente di proposizioni coordinate a scapito delle subordinate. Dal punto di vista lessicale, compaiono molti termini del gergo giovanile e, soprattutto nelle prime pagine, parole inglesi non assimilate in italiano.

## Edizioni
- Isabella Santacroce, Fluo. Storie di giovani a Riccione, collana Contatti, n. 26, Roma, Castelvecchi, ISBN 88-86232-29-2.
- Isabella Santacroce, Fluo. Storie di giovani a Riccione, collana Universale Economica, n. 1545, Milano, Feltrinelli, ISBN 88-07-81545-1.